# 利蒙 (巴拿马)
9°15′00″N 79°49′00″W / 9.2500°N 79.8167°W
利蒙是巴拿马科隆省科隆区的一个城市，2010年是人口为4,665。该市2000年时人口为3,209，1990年时人口为4,092。